# Повстання в Казахстані (1929—1931)
У період з 1929 в Казакській СРР посилюються заходи з колективізації та вилучення худоби у місцевого населення, яка була єдиним засобом виживання. Це загрожувало йому голодом і стало виникати стихійний опір.
Але опір було зламано і голод став неминучим, це був Голод в Казахстані 1932-1933 років. 
Президент Казахстану Нурсултан Назарбаєв у своїй книзі "Стратегія незалежності" пише:
…Питання про чисельність казахів-жертв голоду 1929-1933 років, пов'язаних з ним епідемій і міграцій залишається поки що відкритим. Амплітуда думок з приводу кількості загиблих в ці оди коливається в межах від 1 мільйона 750 тисяч до 2 мільйонів 200 тисяч. Це означає, що під час колективізації загинуло від 42 до 49 відсотків корінного етносу.
Майже 1 мільйон 30 тисяч чоловік відкочували в роки голоду за межі республіки, з них 616 тисяч — безповоротно.
Силова політика держави наштовхнулася на запеклий опір народу. На боротьбу з режимом піднімалися все ширші верстви населення. Рух опору охопив весь Казахстан. У 1929-1931 роках мали місце понад 380 селянських бунтів і повстань, що охопили майже 80 тисяч чоловік. Великими з них були сузакське, іргізське, аксуйське, абралінське, адаєвське, каракумське та інші повстання. Всі вони придушувалися найжорстокішим чином регулярними військами Червоної Армії.